# Thep Sathit (huyện)
Thep Sathit (tiếng Thái: เทพสถิต) là một huyện (amphoe) ở tây nam  tỉnh Chaiyaphum, phía đông Thái Lan.

## Lịch sử
Trong quá khứ, đây là một cộng đồng nhỏ của người Mon cổ.
Tiểu huyện (King Amphoe) Thep Sathit đã được thành lập ngày 1 tháng 11 năm 1976, khi ba tambon Wa Tabaek, Na Yang Klak và Huai Yai Chio được tách khỏi Bamnet Narong. Ngày 1 tháng 4 năm 1983 thì được nâng thành huyện.

## Địa lý
Biên giới phía tây của huyện là các rặng núi dốc Phang Hoei, với đỉnh ca nhất ở Sut Phaen Din cao 846m trên mực nước biển. Về phía đông địa hình thấp dần xuống đến cao nguyên Khorat. Vườn quốc gia Hin Ngam, nổi tiếng với tulip Xiêm, nằm ở các đồi phía tâys.
Các huyện giáp ranh (từ phía bắc theo chiều kim đồng hồ) là Phakdi Chumphon, Nong Bua Rawe, Sap Yai, Bamnet Narong of Chaiyaphum Province, Thepharak của tỉnh Nakhon Ratchasima, Lam Sonthi của tỉnh Lopburi và Wichian Buri của tỉnh Phetchabun.

## Hành chính
Huyện này được chia thành 5 phó huyện (tambon), các đơn vị này lại được chia thành 84 làng (muban). Thep Sathit là thị trấn (thesaban tambon) và nằm trên một phần của tambon Wa Tabaek. Ngoài ra có 5 tổ chức hành chính tambon (TAO).
| Số TT | Tên           | Tên tiếng Thái | Số làng | Dân số |  |
| ----- | ------------- | -------------- | ------- | ------ |  |
| 1.    | Wa Tabaek     | วะตะแบก        | 20      | 15.472 |  |
| 2.    | Huai Yai Chio | ห้วยยายจิ๋ว       | 20      | 13.939 |  |
| 3.    | Na Yang Klak  | นายางกลัก       | 15      | 13.347 |  |
| 4.    | Ban Rai       | บ้านไร่          | 15      | 11.515 |  |
| 5.    | Pong Nok      | โป่งนก          | 14      | 11.462 |  |